# Agriculture comparée
L'agriculture comparée est une discipline scientifique qui étudie le développement agricole et les différents systèmes agraires à travers le monde et l'histoire. Le développement agricole y est entendu comme le processus de transformation de l'agriculture, et non comme les politiques visant à infléchir ce développement. L'agriculture comparée utilise une approche systémique qui conceptualise la notion de système agraire définie par Mazoyer comme « l'expression théorique d'un type d'agriculture historiquement constitué et géographiquement localisé, composé d'un écosystème cultivé caractéristique et d'un système social productif défini, celui-ci permettant d'exploiter durablement la fertilité de l'écosystème cultivé correspondant ». Comme son nom l'indique, elle compare les différents systèmes agraires entre eux, par exemple du point de vue de la productivité du travail. L'agriculture comparée développe également des méthodes, comme celle du diagnostic agraire, pour étudier ces systèmes. Un des objectifs de l'agriculture comparée est de permettre d'élaborer des politiques ou des projets de développement pertinents à partir de ces connaissances et méthodes.
L'agriculture comparée est née au début du XXe siècle au sein de l'Institut national agronomique (actuel AgroParisTech). Elle a subi une évolution tout au long du siècle, qui l'a amenée à formaliser entre autres son assise conceptuelle, la théorie des systèmes agraires. La Chaire d'Agriculture Comparée fut notamment occupée par René Dumont de 1933 à 1974.

## Sujet d'étude et méthodes de l'agriculture comparée

### Développement agricole
Le développement agricole est considéré en Agriculture Comparée comme un processus général de transformation de l’agriculture, inscrit dans la durée, et dont les éléments, causes et mécanismes peuvent être à la fois endogènes et le fruit de différents apports, enrichissements ou innovations exogènes. Selon cette définition, le développement n'a pas besoin de « développeurs » pour exister, il s'effectue tout seul.
Un des rôles de l’agriculture comparée est de permettre de concevoir des outils pour infléchir ce développement agricole en cours, afin qu'il s'oriente dans le sens de l’intérêt général. Cette action correspond concrètement à la conception et à la mise en place de nouvelles conditions agro-écologiques et socio-économiques, pour que les différents types d’exploitants agricoles aient les moyens de mettre en œuvre les systèmes de production les plus conformes à l’intérêt général et qu’ils en aient eux-mêmes l’intérêt. Autrement dit, il s'agit là de faire en sorte que ces gens aient l'intérêt et les moyens d'agir dans le sens de l'intérêt général.
Cependant, cette étape de conception des nouvelles conditions à créer suppose nécessairement de très bien connaître les éléments agro-écologiques et socio-économiques sur lesquels intervenir prioritairement afin d'agir de manière pertinente. Elle est donc toujours précédée en Agriculture Comparée d'une étape de diagnostic agraire.

### Diagnostic agraire
Le diagnostic agraire d'une région donnée vise à comprendre les réalités agraires, le développement agricole en cours dans cette zone, afin d'en cerner les éléments et facteurs déterminants. Lors de la réalisation du diagnostic agraire, l’Agriculture Comparée fait alors appel à de nombreuses disciplines scientifiques telles que la géographie, l’histoire, l’économie, la technologie de l’agriculture, l’anthropologie, l’ethnologie, la sociologie, etc.
L'utilisation des connaissances de ces différentes disciplines va alors permettre de mettre en évidence les filiations entre les systèmes de production présents dans la zone d'étude, et donc de mieux cerner les caractères communs et intérêts communs de chaque catégorie d'agents, première étape vers la conception de projets de développement.
De manière simplifiée, on peut considérer que la démarche consiste à considérer en arrivant sur le terrain, que « les agriculteurs ont de bonnes raisons de faire ce qu’ils font». L’objectif du diagnostic est alors, à partir de cet axiome, de comprendre quelles sont justement les causes qui guident ces pratiques.
Ainsi, petit à petit le travail de l’Agriculture Comparée produit un ensemble de connaissances, sous la forme de diagnostics agraires de différentes régions du monde et à différentes époques, et qu'il est possible de comparer. Le rôle de la comparaison est alors triple :
- Re-situer dans le contexte global ce que l’on a appris lors d’un diagnostic, prendre du recul.
- Mettre en évidence les continuités/ruptures, parentés, séries évolutives au sein des régions et entre elles.
- Retenir de cette histoire tout ce qui peut contribuer à éclairer ou orienter le développement agricole dans le sens de l’intérêt général aujourd’hui.

Cependant, transformer les faits observés en résultats interprétés -ce qui est fait lors des diagnostics- suppose que l’on ait préalablement construit un modèle théorique qui valide à son tour telle ou telle lecture de la réalité. La théorie des Systèmes Agraires constitue ce modèle théorique.

## Théorie des systèmes agraires
La théorie des systèmes agraires considère que l’agriculture mondiale peut être décrite dans le temps et dans l’espace, selon une approche systémique, par un ensemble de systèmes agraires (échelle régionale) en évolution constante et liés les uns aux autres par des liens de filiation. Autrement dit, les systèmes agraires sont une manière de représenter les sociétés, qui se développent, évoluent, se différencient et sont sélectionnées par les conditions écologiques et socio-économiques des milieux dans lesquelles elles se trouvent.

### Systèmes agraires
En tant que « système », un système agraire correspond donc à un tout :
- qui fonctionne (qui produit quelque chose) ;
- qui possède une cohérence interne et n’est pas une juxtaposition d’éléments au hasard ;
- qui possède une stabilité, une reproductibilité.

C’est le mode d’exploitation et de reproduction d’un écosystème, mais aussi le bagage technique correspondant (outillage, connaissances, savoir-faire), les rapports sociaux de production et d’échange, les modalités de la division sociale du travail et de la répartition de la valeur ajoutée, les mécanismes de différenciations des unités de production et les conditions économiques et sociales d’ensemble, dont l’évolution des prix relatifs.
Chaque système agraire peut alors être vu comme un ensemble de sous-systèmes, les systèmes de production (échelle de l’unité de production, de l'exploitation agricole), eux-mêmes constitués de systèmes de culture et de systèmes d’élevage (échelle de la parcelle ou du troupeau). Chaque échelle d’analyse constitue un niveau d’organisation fonctionnelle pertinent pour répondre à certains types de problèmes. Mais l’analyse-diagnostic s’applique à considérer les trois échelles et à toujours effectuer un va-et-vient entre les trois niveaux de compréhension car l’étude d’un seul niveau d’organisation peut conduire à des erreurs d’interprétation.
Il est important de noter que l’analyse systémique utilisée constitue un processus de modélisation, une construction mentale simplificatrice et réductrice, mais qui permet de progresser dans la compréhension.

### Crises et révolutions agricoles

#### Révolution agricole
Une révolution agricole est un changement total de système agraire, qui entraîne une augmentation de la capacité de production de la société considérée (grâce à une nouvelle source d’énergie, un autre système d’outillage, un autre écosystème cultivé, etc). Il s'agit donc du passage, dans une région donnée, d'un système agraire à un autre.
Cependant, un système agraire peut évoluer constamment en se rapprochant petit à petit de sa capacité de production maximale. Lors de cette évolution, le système se transforme et produit de plus en plus, mais on ne parlera pas de révolution car il ne s’agit pas d’un changement total de système agraire. Une révolution agricole ne se réduit pas à une révolution technologique. Quelquefois, les nouveaux outils sont déjà présents, mais les conditions sociales, économiques, juridiques ou politiques ne sont pas réunies pour que la révolution se fasse. Enfin, une révolution agraire n’est donc pas forcément rapide, mais peut durer plusieurs siècles le temps que se réunissent ces conditions.

#### Crise agricole
Des blocages, tensions, etc entraînent la remise en cause du processus d’accumulation en cours et la déstabilisation du système agraire. Ces époques sont un enjeu majeur de la discipline car le travail de l’agronome est alors : d’anticiper l’avènement d’une crise et de réfléchir sur les moyens et conditions pour s’extraire de la crise.
Il existe plusieurs types de crises dont on peut esquisser une typologie :
1. Les dégradations irréversibles de l’environnement.
2. Les crises endogènes, lorsque l’expansion bute sur des limites physiques.
3. Les crises externes et la destruction du système agraire par la confrontation à une autre civilisation.
4. Les crises « politiques », lorsque des éléments viennent perturber des transformations en cours ou empêcher le développement du système agraire, ce qui interdit au système d’employer à pleine capacité ses moyens.
5. Les crises multiformes où plusieurs dynamiques convergent.

## Chaire d'agriculture comparée àAgroParisTech
- Risler
- René Dumont de 1933 à 1974
- Marcel Mazoyer
- Marc Dufumier,
- Hubert Cochet, anime actuellement l'unité de formation et de recherche « Agriculture comparée ».